# 邓小平旧居与劳动车间
邓小平旧居与劳动车间位于中国江西省南昌市新建区望城镇，包括“小平楼”、“邓小平小道”、“小平车间”及“小平广场”4处，2000年被列为江西省文物保护单位，2013年被列为第七批全国重点文物保护单位。
1969年10月，文化大革命期间，作为仅次于原国家主席刘少奇的“党内第二号走资本主义当权派”的邓小平和夫人卓琳被下放到江西南昌，在新建县拖拉机修配厂参加劳动，住在南昌步兵学校将军楼（现南昌陆军学院一号楼）。1973年2月，邓小平恢复工作，离开了工作生活3年零4个月的新建县。
邓小平旧居与劳动车间之间的小道被称为“小平小道”。“小平车间”为邓小平当年劳动的车间，现陈列有他使用过的工作台、劳动工具、机床设备等。“小平广场”建在新建县麻棉厂前的一块空地上。
- 邓小平旧居与劳动车间鸟瞰
- 邓小平劳动车间
- 邓小平劳动车间
- 邓小平劳动车间
- 邓小平劳动车间
- 邓小平劳动车间
- 邓小平劳动车间
- 小平小道通往陆军学院内
- 小平小道